# Inrō

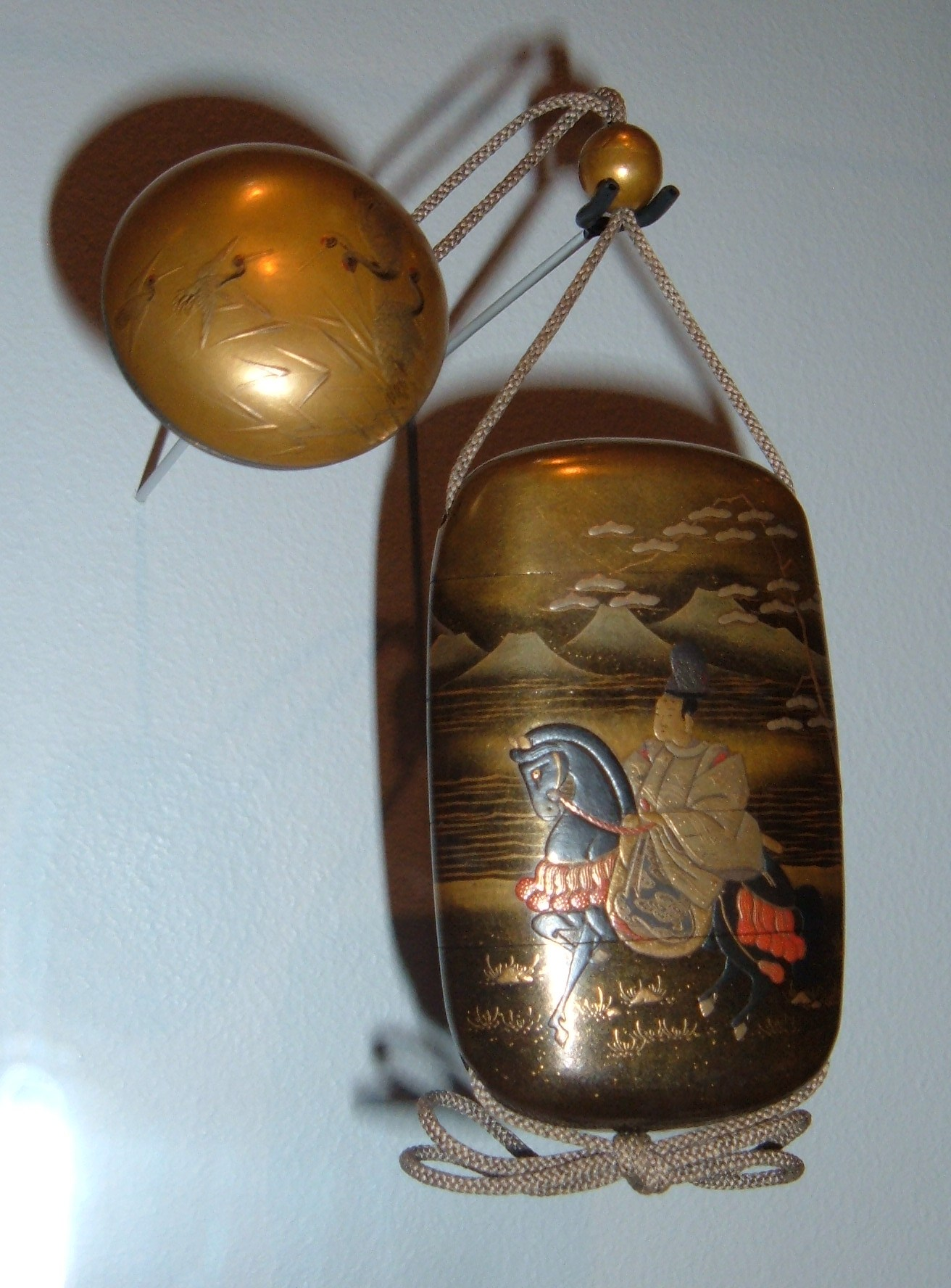
Un inrō

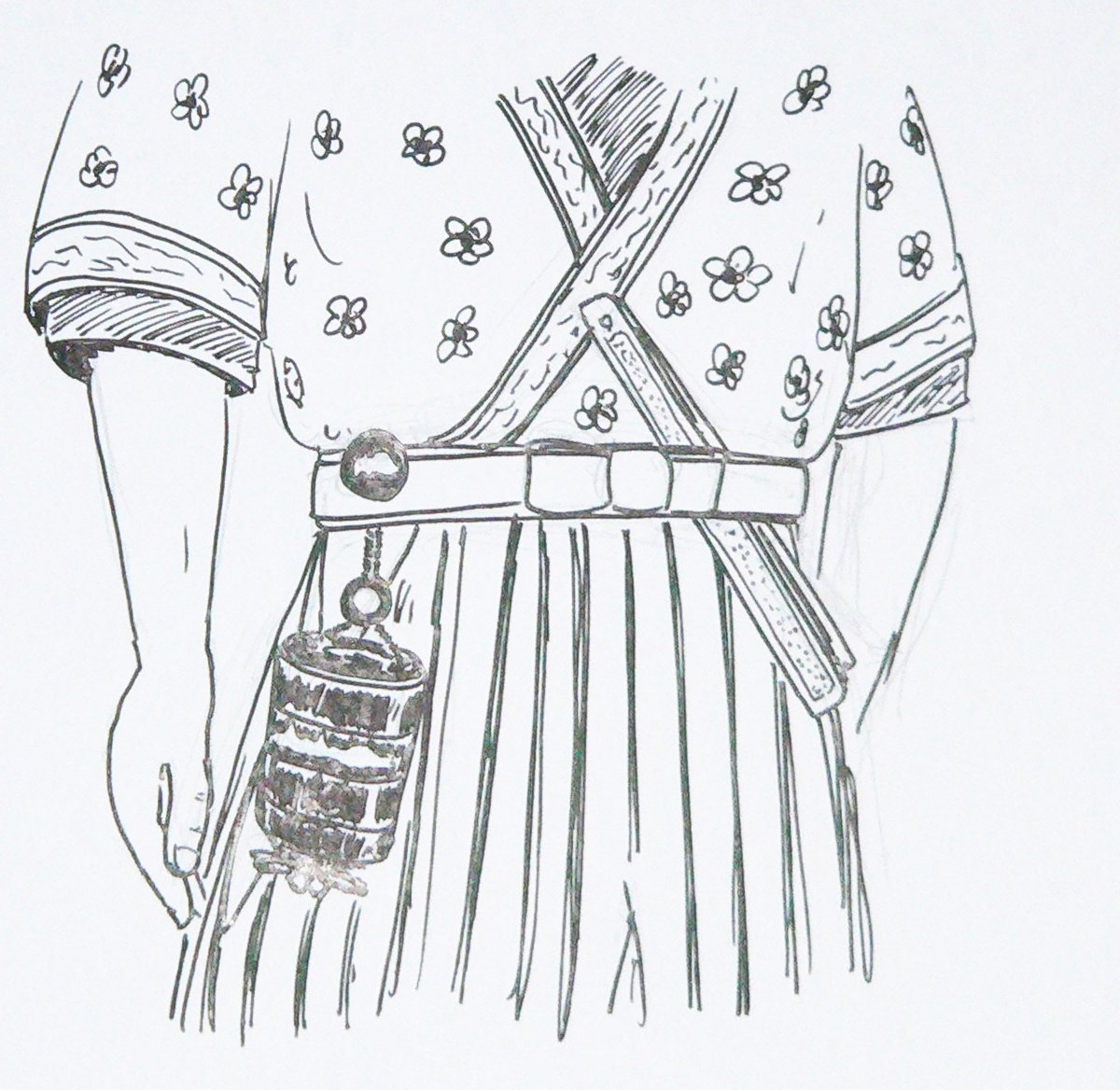
Dibujo de un hombre que lleva un inrō suspendido con ayuda de un netsuke y mantenidos unidos con un ojime

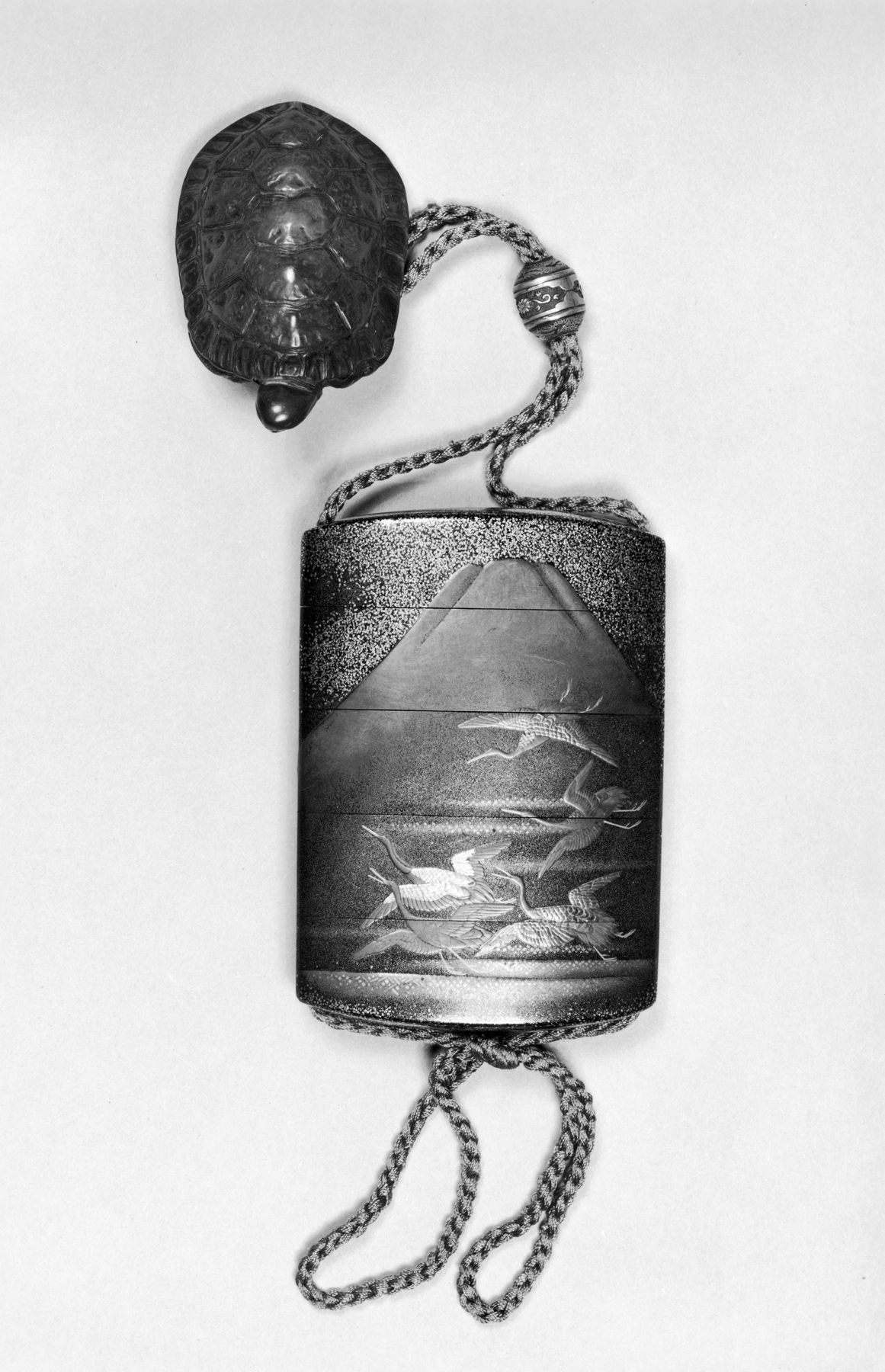
Inro con grullas volando sobre el Monte Fuji, con Netsuke de una tortuga. (Edo; Meiji). The Walters Art Museum.

Un inrō (印籠) es una caja tradicional japonesa para guardar objetos pequeños. Como la vestimenta tradicional japonesa carecía de bolsillos, los objetos a menudo eran llevados colgados del obi o faja que sujetaba los pantalones, en recipientes conocidos como sagemono (un término japonés genérico para un objeto que cuelga de la faja). La mayoría de los sagemonos fueron creados para un contenido específico, como el tabaco, la pipa o el pincel y la tinta de escribir, pero el tipo conocido como inrō era adecuado para llevar cualquier cosa pequeña.

## Descripción
El inrō consta de una pila de cajas pequeñas, anidadas. Los inrō fueron comúnmente utilizados para llevar los sellos de identidad y medicamentos. La pila de cajas se mantiene unida por un cordel que se ata a través de corredores del cordón por un lado, por la parte inferior, y por el lado opuesto. Los extremos del cordel están fijados a un netsuke, una especie de seguro que se pasa entre la faja y el pantalón y luego enganchado sobre la parte superior de la faja para suspender el inrō. Un ojime se ubica en el cordel entre el inrō y netsuke para mantener juntas las cajas. El ojime es una cuenta con un agujero en el centro a través del cual se hace pasar el cordel. Se ajusta hacia la parte superior del inrō para sostener la pila junta, y se desliza hacia arriba junto a la netsuke cuando se debe acceder al contenido de las cajas. Los inrō estaban fabricados de una variedad de materiales, incluyendo madera, marfil, hueso y laca. La laca también se utilizó para decorar los inro fabricados de otros materiales.
Tanto el inrō, como el ojime y netsuke con los que estaba asociado, evolucionaron con el tiempo a partir de artículos estrictamente utilitarios para convertirse en objetos de arte y artesanía.